# Познер, Владимир Владимирович
Влади́мир Влади́мирович По́знер (англ. Vladimir Pozner, имя при рождении — Влади́мир Жера́льд Дми́трий Дюбуа́-Нибуайе́ (фр. Vladimir Gérald Dimitri Dubois-Niboyet); род. 1 апреля 1934, Париж) — советский, российский и американский пропагандист, журналист, телеведущий, радиоведущий и писатель еврейско-французского происхождения. Семикратный лауреат премии «ТЭФИ».
Получил известность в конце 1980-х годов как ведущий телемостов СССР—США. С 1992 по 1995 год вёл программу Pozner/Donahue на американском телеканале CNBC. Ведущий авторских программ «Времена» (2000—2008) и «Познер» (2008—2022) на «Первом канале».
Член фонда «Академия российского телевидения» (1994 — н. в.) и его первый президент (1994—2008).

## Ранние годы
Родился 1 апреля 1934 года в Париже, в паре еврея-выкреста Владимира Александровича Познера (1908—1975), эмигрировавшего из России во Францию в 1922 году, и француженки Жеральдин Нибуайе Дюбуа Люттен (1910—1985). Семья матери имела баронский титул. Его бабушка по матери — суфражистка Эжени Нибуайе. Был назван Владимиром в честь отца и крещён в Соборе Парижской Богоматери по католическому обряду. Русский и французский писатель Владимир Соломонович Познер (18 января 1905 — 19 февраля 1992) является двоюродным дядей Владимира Познера.
Родители официально не состояли в браке до пятилетнего возраста Владимира Познера. Мать увезла трёхмесячного Владимира в США. К тому времени в США жили её мать и сестра, а также близкие друзья. Вскоре Жеральдин устроилась работать монтажёром во французском отделении кинокомпании Paramount Pictures. Через пять лет, в 1939 году, Владимир Александрович Познер, который в это время работал в европейском филиале кинокомпании Metro-Goldwyn-Mayer, забрал Жеральдин с сыном из США, и семья вернулась во Францию.
После оккупации территории Франции войсками нацистской Германии в 1940 году, во время Второй мировой войны (1939—1945), семья бежала назад в США. Там, в Нью-Йорке, спустя пять лет родился младший брат Владимира — Павел Владимирович Познер (19 апреля 1945 — 26 апреля 2016).
После присоединения Прибалтики к СССР дед В. В. Познера по отцу, Александр Владимирович Познер (1875—1943), стал гражданином СССР. В связи с этим и отец В. В. Познера, Владимир Александрович Познер, в 1943 году получил советское гражданство. С 1943 года, работая начальником советского сектора отдела кино Военного департамента США, он сотрудничал с советской разведкой.
В связи с ухудшением отношений между СССР и США после Второй мировой войны, наступлением эпохи маккартизма и всё более пристальным вниманием со стороны ФБР в 1948 году семья Познеров была вынуждена покинуть США. Первоначально они хотели вернуться во Францию, но Познеру-старшему отказали во въезде, сочтя его «подрывным элементом». Тогда Познеры переехали в советскую зону оккупации Германии, где Владимир Александрович получил должность в компании «Совэкспортфильм».
В 1952 году семья переехала в столицу Советского Союза — Москву, где чуть больше года прожили в гостинице «Метрополь».

### Учёба
В Нью-Йорке Владимир Познер окончил начальную школу Сити-энд-Кантри под руководством Кэролайн Прэтт; позднее обучался в средней школе Стайвесант.
С декабря 1948 года Владимир посещал школу для советских детей в Восточном Берлине, в советской зоне оккупации Германии. Но по завершении учебного года 1948—1949 деятельность подобных учебных заведений в Германии была свёрнута (по инициативе СССР), и подросток перешёл в восьмой класс только что открытой школы для детей немецких политэмигрантов, вернувшихся в Восточную Германию из СССР. Там он проучился два года, а затем, чтобы получить аттестат зрелости, поступил в школу при полевой почте, где обучались советские военные, не получившие среднее образование из-за Второй мировой войны.
После переезда семьи Познеров в СССР в конце 1952 года, в 1953 году Владимир поступил на биолого-почвенный факультет Московского государственного университета имени М. В. Ломоносова по специальности «физиология человека». По словам Познера, несмотря на то, что он проходил по конкурсу, заработав на вступительных экзаменах 24 балла из 25 возможных, ему было отказано в поступлении из-за еврейского происхождения и «сомнительной» биографии. Только благодаря связям отца в КГБ его всё-таки приняли в университет. По словам самого Познера, он был отчислен из университета, однако затем восстановился и продолжил обучение на биолого-почвенном факультете МГУ, который окончил в 1958 году. Здесь он познакомился и завёл многолетнюю дружбу с Николаем Дроздовым.
В сентябре 1952 года получил повестку в военкомат, где ему предложили поступить в школу разведчиков, от чего Познер отказался. После отчисления из МГУ Познеру пришла ещё одна повестка, но к этому моменту отец помог ему восстановиться в университете.

## Карьера

### Литературная деятельность, секретарь Самуила Маршака
В 1958 году, после окончания МГУ имени М. В. Ломоносова, Владимир Познер зарабатывал на жизнь научными переводами с английского на русский язык.
В 1959 году устроился литературным секретарём к поэту Самуилу Маршаку и работал у него в течение двух лет. В это время в печать выходили прозаические и поэтические переводы в исполнении Познера.
Сделал переводы четырёх стихотворений и, получив одобрение Маршака, отдал их в журнал «Новый мир», при этом добавив четыре стихотворения самого Маршака. Все переводы были забракованы как неперспективные, а Познеру посоветовали оставить эту стезю. Познер сообщил сотрудникам «Нового мира», что ему очень лестно, что его работа неотличима от работы живого классика, Маршака, ведь половина переводов принадлежит перу последнего. Разразился скандал, о котором стало известно Маршаку, он устроил Познеру разнос, но не скрывал, что поступок его повеселил. «Конечно, я схулиганил, но получил большое удовольствие», — говорит Познер.

### Советское телевидение
В октябре 1961 года Познер поступил на работу в агентство печати «Новости» (АПН) в Москве в должности комментатора главной редакции радиовещания на США и Англию, работал редактором в распространявшемся за рубежом (в основном, в США) журнале «USSR» («СССР»), позднее переименованном в Soviet Life («Советская жизнь»), а с 1967 года — в журнале «Спутник».
Около 1963 года получил повестку в военкомат. В нём узнал, что числился в КГБ СССР, так как Главная редакция политических публикаций АПН являлась частью аппарата КГБ.
В 1967 году вступил в КПСС.
В 1968 году совместно со своей первой женой Валентиной Чемберджи перевёл и издал в СССР книгу Вуди Гатри «Поезд мчится к славе» (англ. Bound for Glory).
В 1970 году перешёл на работу в Комитет по телевидению и радиовещанию (впоследствии Гостелерадио СССР) в качестве комментатора главной редакции радиовещания на США и Англию, где одновременно был секретарём парткома и до конца 1985 года ежедневно вёл свою радиопередачу на английском языке. Американские радиослушатели могли слышать его в ток-шоу Рэя Брима (Ray Briem) Лос-Анджелесской радиостанции KABC (AM).
С конца 1970-х годов, как правило, посредством спутниковой связи, Познер появляется на западном телевидении. Он был частым гостем в программе Nightline на канале ABC, а также в «Шоу Фила Донахью». Представлял в лучшем свете заявления и решения руководства СССР относительно тех или иных внутренних и международных вопросов, и, зачастую, оправдывал наиболее противоречивые из них. Среди таких решений, в частности, были решения о вводе советских войск в Демократическую Республику Афганистан в конце декабря 1979 года и уничтожении южнокорейского Боинга над островом Сахалин 1 сентября 1983 года.

#### Телемосты
Наибольшую известность у советских телезрителей Владимир Познер приобрёл в качестве ведущего телемостов СССР—США. В книге «Влад Листьев. Пристрастный реквием» сказано, что телемосты появились «с личного благословения» Михаила Горбачёва. Там же рассказано, что в этот период на Познера писал доносы его коллега, обвиняя ведущего в «антисоветизме».
Вместе с Филом Донахью Познер был ведущим телемоста Ленинград—Сиэтл 29 декабря 1985 года, получившего название «Диалог через космос», где обсуждались такие вопросы, как положение евреев в СССР и сбитый в 1983 году южнокорейский самолёт.
В 1986 году ведущий телемоста Ленинград—Бостон («Женщины говорят с женщинами»). В эфире программы произошёл диалог, который привёл к возникновению крылатой фразы «В СССР секса нет». В 1986 году Познер стал лауреатом премии Союза журналистов СССР.
8 апреля 1987 года Познер был ведущим телемоста между группами американских и советских журналистов. С советской стороны в телемосте участвовали Юрий Щекочихин, Тенгиз Сулханишвили, корреспондент «Известий» Александр Шальнев.
После успеха телемостов, в 1987 году, Познер получает должность политического обозревателя и переходит на работу на Центральное телевидение. В конце 1980-х годов он вёл программы «Воскресный вечер с Владимиром Познером» (на Московском канале), «Квадратура круга», «Америка Владимира Познера». Издаётся его перевод «Авторизированной биографии The Beatles» Хантера Дэвиса (англ. The Beatles. An Authorized Biography by Hunter Davies). По итогам обширного социологического исследования за 1989 год «Политические обозреватели и комментаторы информационных передач ЦТ в оценках московской аудитории» Владимир Познер был признан тележурналистом № 1. Отказался прийти в программу «Взгляд», заявив, что, будучи убеждённым коммунистом, не готов принимать участие в антисоветчине. Тем не менее, несмотря на свою популярность, в 1991 году он был уволен из Гостелерадио СССР за то, что он сказал, что голосовал бы за Ельцина.
Свой период работы в СССР Познер описывает как пропаганду: «был, смею полагать, грамотным, умелым пропагандистом», «доказывал правоту советской политики, зная, что это неправильно». Познер признаётся, что веру в социализм начал терять после ввода войск в Чехословакию; в коммунизм не верил. В апреле 1991 года вышел из КПСС. Был уволен с Центрального телевидения после интервью, данного американской телекомпании.

### Американское телевидение
Будучи невыездным, впервые вернулся в США 14 мая 1986 года, после тридцативосьмилетнего отсутствия. Возвращение Познера в США легло в документальный фильм канала WGBH «Не совсем типичный русский, или Дело Познера». В 1991 году переехал в Нью-Йорк.

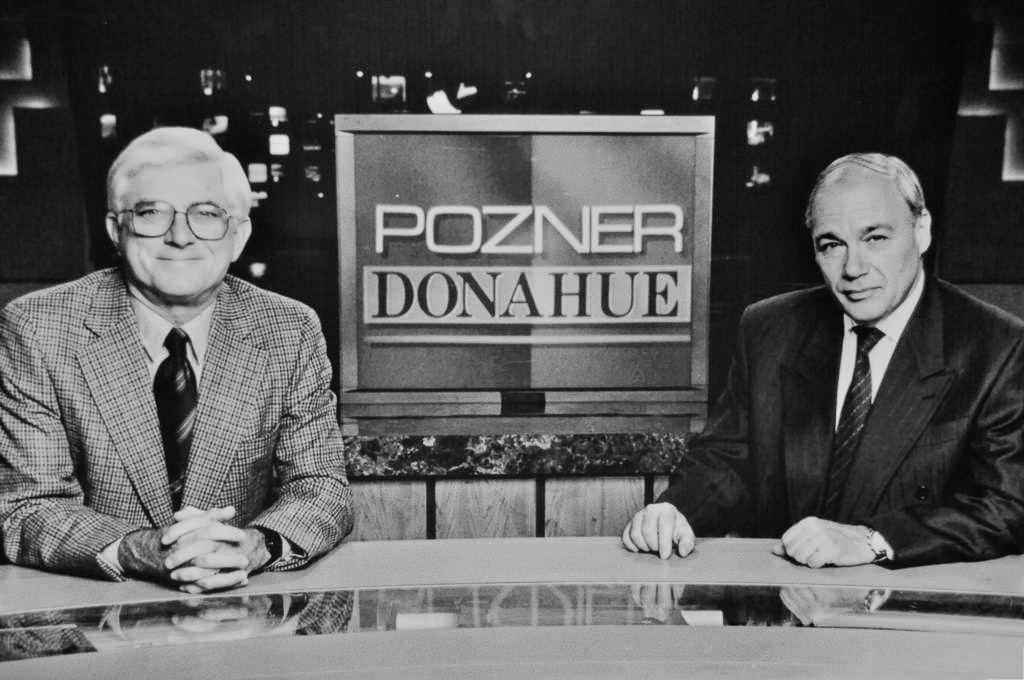
Программа Pozner/Donahue, 1990-е годы

В 1991—1997 годах работал в США: вместе с Филом Донахью вёл еженедельную программу Pozner/Donahue (1992—1995) на телеканале CNBC. Программа была закрыта по решению президента CNBC Роджера Эйлса, который «счёл её слишком либеральной» и потребовал, чтобы в новом контракте был пункт, обязывающий ведущих заранее сообщать ему тему будущей программы и имена предполагаемых гостей. Познер и Донахью сочли это цензурой и отказались, после чего их контракт не был продлён.
В 1990—1991 годах в США были изданы две книги Познера: автобиографическая Parting with Illusions (в 2012 году издана на русском языке с дополнениями) и Eyewitness: A Personal Account of the Unraveling of the Soviet Union — о распаде СССР.

### Российское телевидение
В годы работы в США ежемесячно летал в Москву для записи программ «Мы» (позже - «Время и мы») и «Человек в маске» производства «Авторского телевидения» и «Если...», выходившие на ОРТ.
В 1994 году был избран президентом Фонда «Академия российского телевидения» и возглавлял его до 26 октября 2008 года. На чрезвычайном общем собрании членов Академии снял свою кандидатуру с голосования на должность президента. Является членом Академии по настоящее время.
В середине 1990-х на деньги Бориса Березовского и Бадри Патаркацишвили делал программу часовых интервью «Весьма влиятельные персоны», которая была закрыта из-за проблем с финансированием.
Вернулся в Россию в начале 1997 года.
С 1997 по 2006 год вёл радиопрограмму «Давайте это обсудим» на радиостанции «Радио 7 на семи холмах».
С 29 октября 2000 года по 28 июня 2008 года Познер вёл еженедельное общественно-политическое ток-шоу «Времена» на телеканале «ОРТ» (в 2002 году переименован в «Первый канал»), при этом официально не числясь в штате его сотрудников. В сентябре 2008 объявил о закрытии этой программы, сообщив, что утратил к ней интерес. Позже заявил, что закрыл программу из-за сужения тематик и круга лиц, допущенных до эфира.
1 декабря 2004 года на ТВ вышел первый выпуск телемарафона «Время жить!» — телевизионный проект, посвящённый проблеме ВИЧ/СПИДа. Ведущим и одним из инициаторов ток-шоу стал Владимир Познер. По словам Познера, программе оказывали противодействие представители Русской православной церкви и некоторые политики, в частности депутат Мосгордумы Людмила Стебенкова, требовавшие запретить половое воспитание в школах.

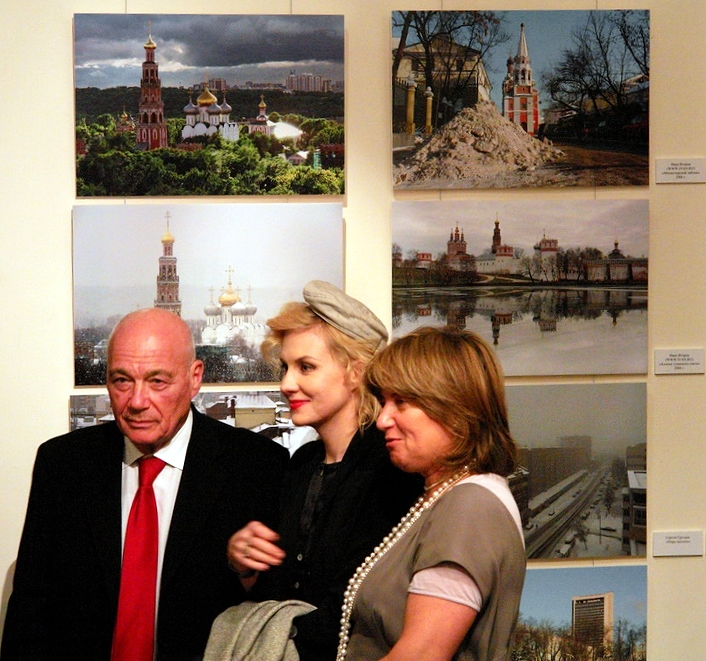
Владимир Познер с Ренатой Литвиновой на фотовыставке, посвящённой Москве. 28 марта 2007 года

Был ведущим шоу «Король ринга» на «Первом канале»: 1-й сезон — 2007 год, 2-й сезон — 2008 год. В самом первом выпуске «Короля ринга» Познер сказал, что видел, как дважды защищал титул чемпиона мира Джо Луис, а также видел поединки «Сахарного» Рэя Робинсона и даже лично жал руку Мухаммеду Али.
С 11 февраля по 26 мая 2008 года еженедельно на «Первом канале» выходил цикл передач «Одноэтажная Америка» с участием Познера и Ивана Урганта. После этого вышла книга «Одноэтажная Америка».
17 ноября 2008 года на «Первом канале» состоялась премьера авторской передачи Владимира Познера «Познер». При этом Познер неоднократно делал акцент на том, что не является штатным сотрудником канала, который лишь покупает его программу.

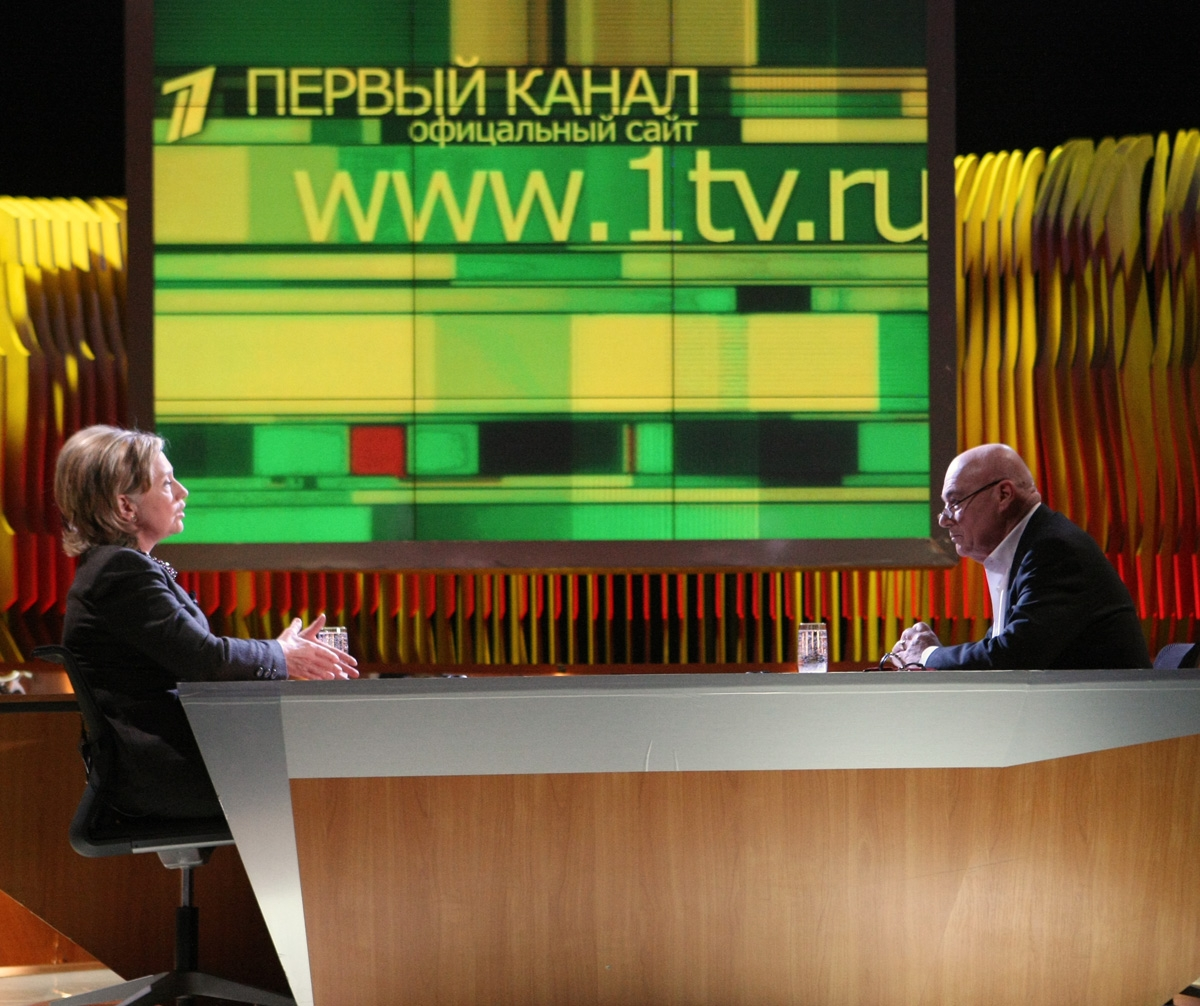
Владимир Познер и Хиллари Клинтон в программе «Познер». 19 марта 2010 года

В сентябре 2010 года на «Первом канале» стартовал (после пилотной серии в июле) проект о Франции «Тур де Франс».
С ноября по декабрь 2011 года вёл на «Первом канале» программу «Болеро».
8 апреля 2012 года состоялась премьера передачи «Парфёнов и Познер» на телеканале «Дождь», где два журналиста обсуждают самые яркие, на их взгляд, события в мире за прошедшую неделю. 24 июня того же года передача была закрыта, поскольку:

Руководство «Первого канала» поставило передо мной выбор: либо я делаю программу на Первом канале, либо я делаю программу на «Дожде». Я остаюсь на «Первом канале» со своей программой «Познер». — Владимир Познер, интервью Newsru.com

Вообще, в принципе, такая постановка вопроса существует в мире. Мало кому разрешается работать на двух каналах. — Владимир Познер, эфир телеканала «Дождь»
Однако вместе с этим Владимир Познер заметил, что руководство «Первого канала» высказало недовольство, когда ведущий рассказал о запрете приглашения в эфир программы «Познер» Алексея Навального. Это не единственный случай, когда программы Познера на «Первом канале» подвергались цензуре, в разные периоды существовал запрет на приглашение в эфир Ксении Собчак, Бориса Немцова и других персон. Программа «Познер» с Эдуардом Лимоновым, записанная в 2018 году, вышла в эфир только после смерти писателя в 2020 году. Отмечал в интервью, что хотел бы увидеть в качестве гостя своей программы Владимира Путина и неоднократно безуспешно пытался пригласить его.
В июне 2012 года в эфир вышел очередной многосерийный фильм о путешествии «Их Италия». На этот раз дуэт Владимира Познера и Ивана Урганта отправляется в Италию. По словам самого Владимира Владимировича, тур-проект несколько отличается от предыдущих двух. Хотя концепция кулинарно-культурно-социальная — продолжается.
В конце 2012 года завершены съёмки нового туристическо-познавательного многосерийного телефильма «Германская головоломка», в начале декабря фильм был показан на «Первом канале».
В сентябре 2013 года началось производство нового телефильма «Англия в общем и в частности». Телефильм транслировался в эфире «Первого канала» с 4 по 15 января 2015 года (всего 10 серий) поздно вечером.
В мае 2015 года избран в новый состав общественной коллегии по жалобам на прессу.
В декабре 2015 года выпущен фильм про Израиль «Еврейское счастье»; в фильм вошли 8 серий, охватывающих несколько ключевых городов, проблем и достижений Израиля.
18 марта 2016 года на телеканале «Дождь» провёл дебаты с Алексеем Навальным на тему цензуры в СМИ. Дискуссия возникла после убийства Анастасии Мещеряковой, которое мало освещалось в СМИ. Политик назвал это цензурой, а Познер выступал за то, что каждый редактор сам решает, стоит ли показывать подобные сюжеты.

Весной 2016 года был снят фильм про Испанию «В поисках Дон Кихота», а летом начались съёмки фильма о Уильяме Шекспире «Шекспир. Предостережение королям…».

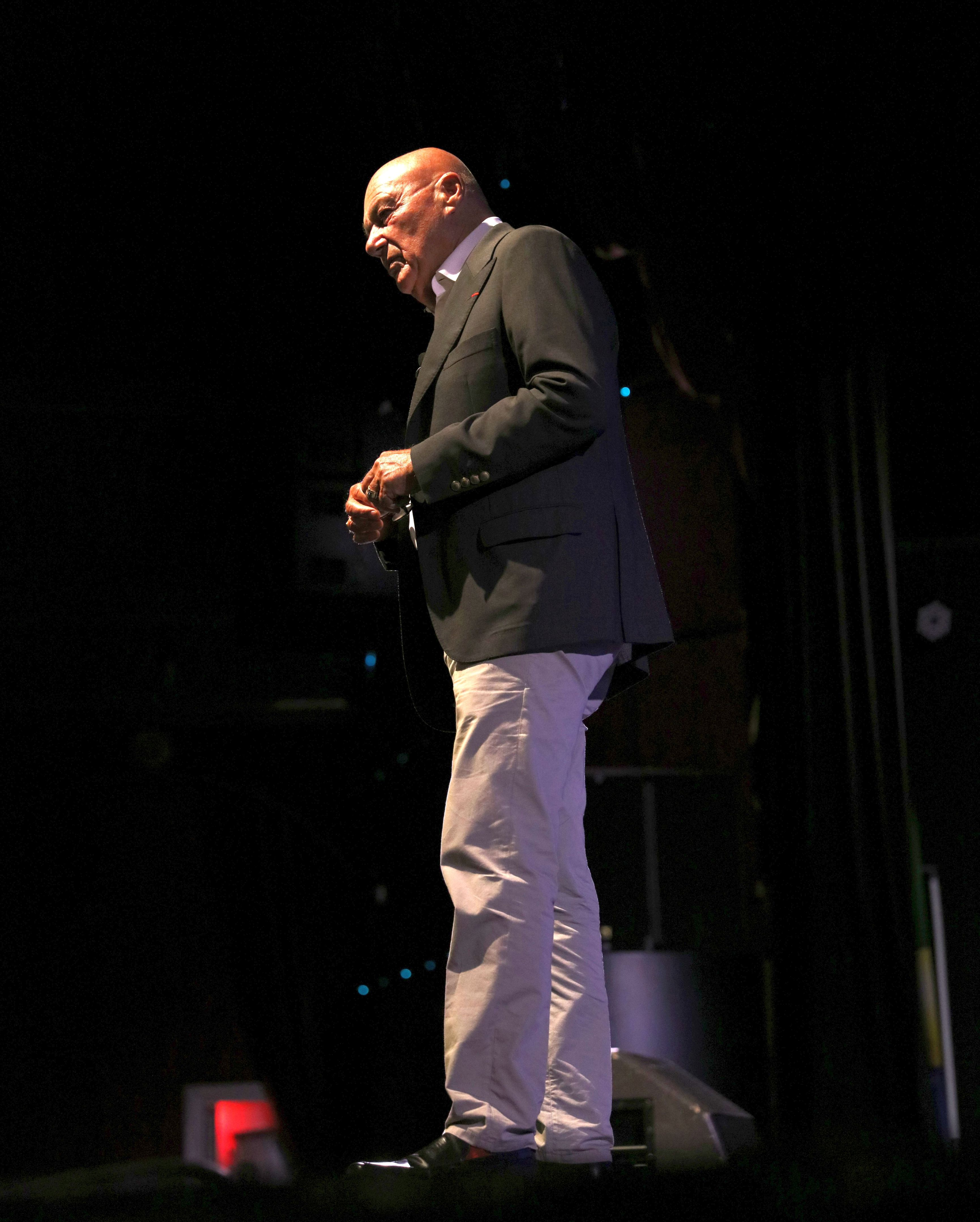
Владимир Познер в 2018 году

В феврале 2017 года стал членом жюри девятого сезона шоу «Минута славы».
Летом 2021 года Познер стал ведущим и комментатором передачи об архивных боксёрских боях «Легенды бокса с Владимиром Познером» на «Матч ТВ».
После вторжения России на Украину в феврале 2022 года «Первый канал» убрал авторскую программу «Познер» из эфира. Познер не давал публичных комментариев о вторжении. 1 марта 2023 года Познер принял участие в стриме организации Code Pink (позиционирует себя как «феминистская организация, стремящаяся к тому, чтобы покончить с войнами и империализмом США»), в котором высказался о вторжении, фактически полностью поддержав нарратив Кремля[прояснить]. При этом Познер подчеркнул, что российские власти прибегают к репрессиям против противников войны. Он также сказал, что «если есть ад, то журналисты туда попадут».
12 сентября 2024 года в интервью Forbes Познер заявил, что ему предлагали работу западные телеканалы, однако он отказался, поскольку ему выдвигали условие «высказаться по поводу Путина и по поводу политики, причем определённым образом». После этого пресс-секретарь президента России Дмитрий Песков назвал Познера «убежденным патриотом своей страны». 18 сентября Константин Эрнст заявил о возвращении Познера в эфир «Первого канала» с новым многосерийным фильмом под названием «Турецкая тетрадь».

### Школа телевизионного мастерства и строительство здания на Малой Дмитровке
В 1997 году открыл в Москве «Школу телевизионного мастерства» для молодых журналистов из регионов. Директором школы стала Екатерина Орлова — вторая жена Владимира Познера.

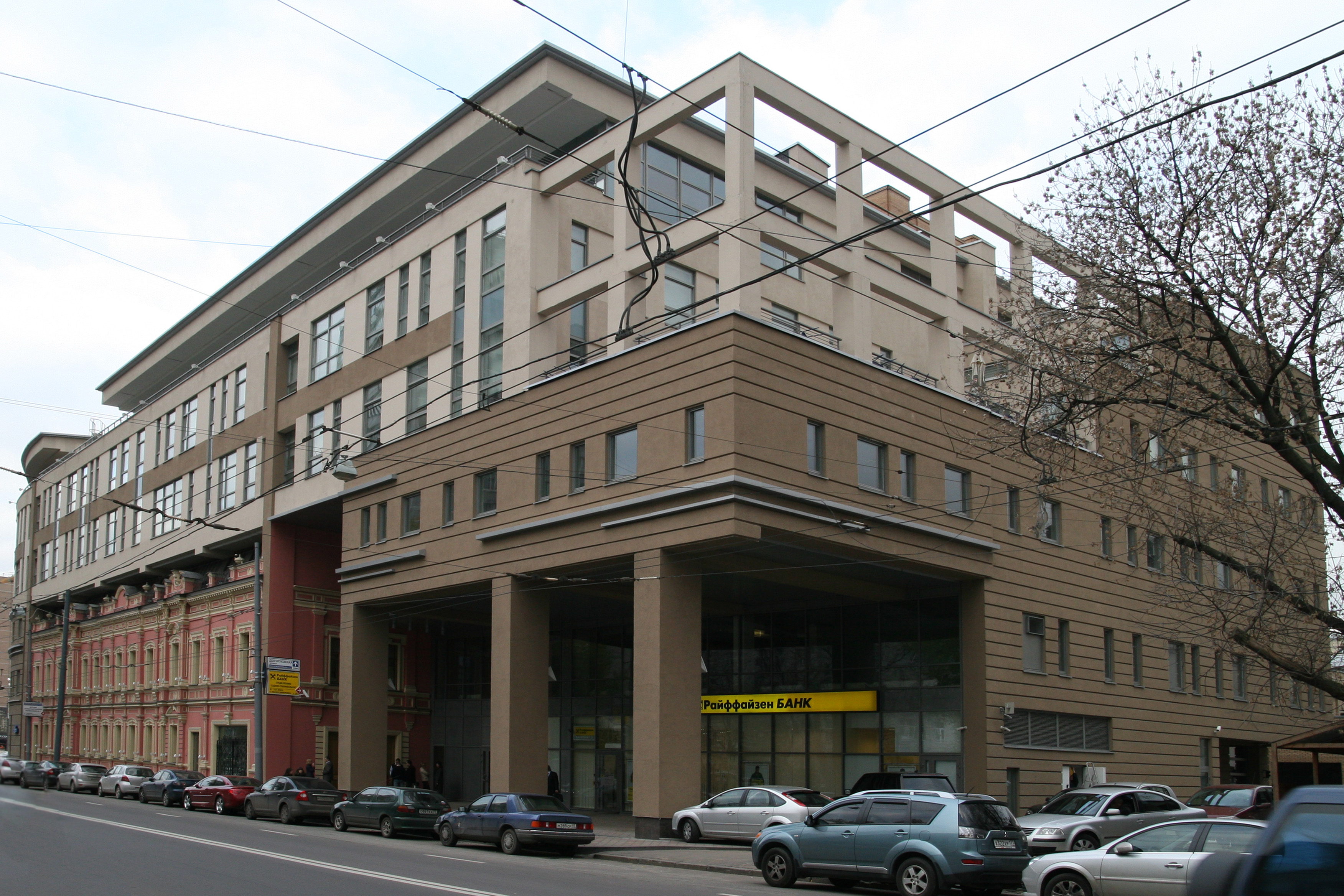
Общий вид здания. Сохранённая часть стены в левом нижнем углу, 2008 год

В 1999 году мэр Москвы распорядился выдать в аренду земельный участок площадью 0,2 га в центре Москвы по адресу Малая Дмитровка 20—24 под строительство семиэтажного дома, в котором должна была разместиться Школа Познера. Согласно распоряжению, 70 % площади постройки получал инвестор строительства, 20 % передавались городу и 10 % отводилось школе. Против строительства школы Познера выступили жители района, ряд политических партий и общественных организаций, которые провели возле строящегося здания несколько акций протеста.
В 2004 году после многочисленных жалоб прокуратура Москвы направила предписание В. И. Ресину и предостережение Главному управлению охраны памятников Москвы по факту многочисленных нарушений в ходе строительства и угрозы уничтожения памятника архитектуры. Впоследствии распоряжение мэра было изменено, и дом 22 по Малой Дмитровке, имевший статус памятника архитектуры, стал конструктивной частью запланированного здания. Группа жителей Малой Дмитровки обратилась в прокуратуру Москвы с требованием привлечь к уголовной ответственности руководство строительной компании «Крост» и чиновников московского правительства из-за нарушения строительных нормативов, а также «потери товарной стоимости» квартир соседнего здания. В результате последовавших разбирательств строительство было возобновлено после получения компанией «Крост» необходимых сертификатов соответствия.
В 2007 году на площади Курского вокзала неизвестные наклеили на билборд с социальной рекламой В. В. Познера «Я люблю Москву, которой почти больше нет: тихую, старую, со скрипом снега под ногами» нецензурное напоминание телеведущему о том, что, по их мнению, реконструкция выделенного под «Школу телевизионного мастерства» здания привела к уничтожению памятника архитектуры: «П…деть не мешки ворочать, Володенька… Дом № 20 по Малой Дмитровке».

### Ресторанный бизнес
В 2004 году Владимир Познер вместе со своим братом Павлом (1945—2016) открыл в Москве французский ресторан «Жеральдин», названный в честь матери братьев Познеров. Ресторан относится к типу заведений брассери (фр. brasserie), популярных во Франции. Находится на Остоженке.

## Личные качества, взгляды и увлечения
«Фильм «Пролетая над гнездом кукушки» я впервые посмотрел в Будапеште, летом 1977 года. Вошёл в кинотеатр… и вышел оттуда уже другим. В этой великой картине Джек Николсон играет человека по фамилии Макмёрфи: тот попал в психушку за свой буйный нрав и пытается расшевелить пациентов вполне здоровых, но спрятавшихся здесь от внешнего и враждебного мира… Сил не хватает… Он говорит: «Я хотя бы попробовал». И вдруг я понял: в этом и есть смысл жизни — обязательно, во что бы то ни стало надо попытаться. Не имеет значения — с успехом или нет. Потому что, даже если тебе не повезёт, твой пример окажется решающим для кого-то другого».
…В России часто путают свободу с волей, а это разные вещи. Воля — это что хочу, то и ворочу, и мне совершенно плевать на всех остальных. А свобода — это нечто такое, что кончается там, где начинает мешать свободе другого человека, и это прежде всего ответственность.
Я бы сказал так: самый несвободный человек — это и самый безответственный человек, это раб. Он ни за что не отвечает, за него отвечает хозяин. Напротив, самый ответственный человек — это человек, который только сам принимает все решения, и он и есть самый свободный.
Путин несколько раз предупреждал Запад и конкретно США — позаботьтесь о том, чтобы Украина не стала членом НАТО. Дайте какие-то виды гарантий. Можем ли мы сказать, что Байден, возможно, не услышал Путина и не действовал соответствующим образом? Я не думаю. Я думаю, он его слышал очень хорошо. Но я думаю, разница в том, что Байден искал конфликта. <...> Да, основная часть россиян поддерживает Владимира Путина, даже невзирая на то, что тела их отцов, мужей и сыновей возвращают в гробах. Они заявляют, что это цена, которую необходимо заплатить за защиту своей Родины. И звучит это очень странно, так как Россия никогда не подвергалась нападению с украинской стороны или кого-нибудь ещё.
Помимо родного французского, свободно владеет русским, английским и немецким языками. Убеждённый атеист: «Я атеист и не скрываю этого, хотя сейчас это непопулярно». Выступает за право на эвтаназию. Осуждает проявления гомофобии и является сторонником легализации однополых браков. Поддерживает идею борьбы с наркобизнесом и преступностью среди наркоманов путём легализации продажи наркотиков. Фразу «Я хотя бы попробовал» сделал девизом наряду с «Когда они пришли…» немецкого пастора Мартина Нимёллера.
Считает необъективными результаты референдума о сохранении СССР. Имеет три гражданства — России, Франции (с 16 февраля 2005 года) и США (за полтора года до получения французского). Вспоминая первые годы своего пребывания в Советском Союзе, Познер заметил:

…когда я приехал, мне было 19 лет только, я очень хотел быть русским, я мечтал, чтобы меня считали русским, своим. Но мне давали понять неоднократно, что я — не свой. И, в конце концов, я согласился с этим. Это правда. Ну нет, ну что делать?
В 2009 году в интервью «Московскому комсомольцу» он, в частности, сказал:

В России меня держит только моя работа. Я не русский человек, это не моя родина, я здесь не вырос, я не чувствую себя здесь полностью дома — и от этого очень страдаю. Я чувствую в России себя чужим. И если у меня не будет работы, я поеду туда, где чувствую себя дома. Скорее всего я уеду во Францию.
В 2013 году, беседуя с корреспондентом украинского агентства УНИАН, журналист сказал:

Я очень счастлив в своей работе. У меня такое положение тут, которого не будет ни во Франции, ни в Америке. Это совершенно очевидно. Поэтому, если я не смогу больше работать, если мне не дадут работать, то не исключено, что я уеду. Это я говорил. Но так, никаких планов… покинуть Россию у меня нет. Я просто говорил, из-за чего я мог бы уехать.
Считает, что при освещении войны Грузии в августе 2008 года западные СМИ «оказались менее объективными, чем российские».
В 2013 году в интервью телеканалу «ТВ-2» заявил, что российское общество разделено примерно «50 на 50». При этом, по мнению Познера, одна часть — это те, кто «смотрит… в сторону западного развития, разумеется, с российским оттенком», а другая часть — сторонники «жёсткой, несколько шовинистической, весьма антизападной линии, люди… с проблемами психологического характера, которые ненавидят Запад».
В мае 2015 года, выступая на совместной конференции президентского Совета по правам человека и общественной коллегии по жалобам на прессу, Владимир Познер заявил об отсутствии в России по-настоящему независимых СМИ и журналистики как профессии. По его словам, независимые российские СМИ сегодня можно пересчитать по пальцам одной руки, и, если государство захочет их закрыть, оно сделает это. При этом контролируемые государством средства массовой информации создают угодное властям общественное мнение.
Минимально пользуется компьютером, а Википедии принципиально не доверяет («просто вообще»).
Коллекционирует сувенирные автомобили, сувенирных черепах и кружки с названиями посещённых им городов (собрал около 300 штук).
Два-три раза в неделю, ранним утром, играет в большой теннис. Регулярно бегает трусцой и занимается фитнесом (как дома, так и в спортзале). Очень любит бейсбол. Более того, собрал в Москве любительскую команду «Московские чайники» и вывез её в Сан-Франциско, где «Чайники» играли против известной американской команды «Дикие зайцы» («Московские чайники» почётно проиграли 5:7), а после — в Австралию, где команда заняла 3-е место среди ветеранов бейсбола.
Убеждён в пользе красного вина.

— Во Франции — культ вина… А правда, что у вас дома коллекция вин?
— С удовольствием выпиваю. Люблю и знаю вино, виски, коньяк, разные водки, пиво… К каждому блюду есть своя выпивка. Я не алкоголик, естественно. Иногда действительно хочется снять напряжение, я не вижу в этом ничего необыкновенного.
В 2007 году Владимир Познер заключил несколько пари на дорогие алкогольные напитки — со ставкой на то, что Владимир Путин не будет менять конституцию и баллотироваться на третий президентский срок.
Один из любимых десертов — шоколадный мусс по рецепту мамы; из основных (вторых) блюд — жареная курица и зелёный салат. Собственным же коронным блюдом (тоже по рецепту матери) считает «жиго д’аньо» (фр. gigot d’agneau) — запечённую баранью ногу по-французски. При этом с детства не любит рыбу.
В эфире собственной авторской программы сказал, что являлся болельщиком московской команды «Торпедо». Однако, после кризиса команды, болеть за неё перестал.
Сказал, что происходящие в Беларуси события у него вызывают глубокое сожаление, а также что ему не понравилось, когда в конце 1990-х на встрече российских журналистов с белорусским президентом А. Лукашенко работники белорусского телевидения о некоторых вещах разговаривали шёпотом. Он также сказал, что, несмотря на огромную поддержку со стороны белорусов, его отношение к президенту остаётся отрицательным. В 2001 году Лукашенко обвинил Познера в получении заказа от белорусских оппозиционеров С. Домаша, П. Козловского, С. Калякина и М. Чигиря в размере 240 тыс. долларов. Познер опроверг это заявление, назвав его клеветой. В 2018 году на своей Инстаграм-странице Владимир Познер написал, что «сравнивать уровень демократии в жизни каждого человека в США и Западной Европе с тем же уровнем демократии в Беларуси и России просто смешно. Это как сравнивать „Жигули“ с „Мерседесом“».
Играл в КВН.
В 2017 году в интервью грузинскому телеканалу «Имеди» Познер рассказал про межэтнические отношения в Абхазии 1970-х годах: «Драк было очень много при мне. Про абхазцев грузины говорили, что они чуть ли не слезли с деревьев, что они неполноценные. Я это очень хорошо помню. И никакой дружбы я не наблюдал».

### Отношение к православию
В 2010 году Познером в интервью курганскому журналу «Cher Ami» было высказано мнение, что «одна из величайших трагедий для России — принятие православия», а также, что «Русская православная церковь нанесла колоссальный вред России». Кроме того, он сравнил РПЦ с Политбюро ЦК КПСС и осудил её за вмешательство в политику и образование. С критикой этого высказывания выступили протодиакон Андрей Кураев и заслуженный профессор Московской духовной академии А. И. Осипов. По мнению журналиста Дмитрия Соколова-Митрича, Познер ненавидит православие и распространяет свои свободолюбивые принципы только на себя самого, отказывая в праве на них другим людям. Федерация еврейских общин России (ФЕОР) заявила, что Познер вёл себя нетактично, обвинив православие и Русскую церковь: «Познер продемонстрировал, что его, как и многих людей, в том числе в западных странах, не заботит, задевают ли его слова других, и не беспокоит тот факт, что среди интеллигенции не принято оскорблять чувства верующих». Несколькими днями позднее в эфире Русской службы новостей Познер ещё раз подтвердил и дополнил свои слова и прокомментировал мнение ФЕОР.
В 2019 году Познер утверждал, что «Православие — безрадостная религия, тяжёлая, призывающая ко всякого рода страданиям, лишениям, ради того, что когда-нибудь, потом… Она не вызывает желание жить сейчас хорошо».
В сентябре 2019 года поддержал открытое письмо священников в защиту заключённых по «московскому делу», сказав, что не только не нашёл ничего, с чем был бы несогласен, но даже пожалел, что там не было его подписи.
В 2021 году вместе со священником Александром Абрамовым принял участие в дискуссии на тему: «Принятие православия — трагедия России?».

## Семья

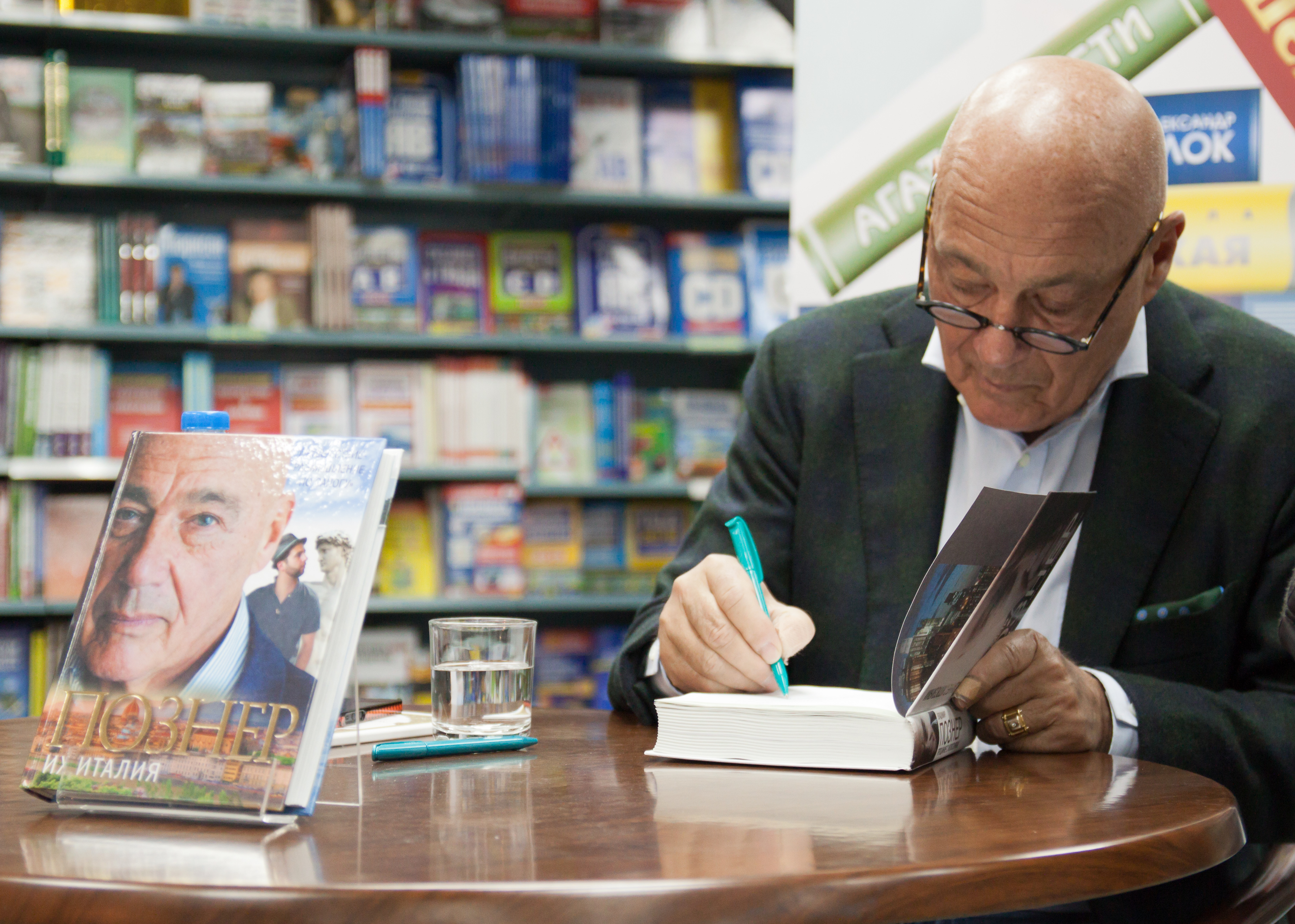
Познер на презентации книги «Их Италия», 19 марта 2013 года

Первая жена (в браке с 1957 по 1967 год) — Валентина Николаевна Чемберджи (род. 1936), армянка по отцу, еврейка по матери.
Дочь — Екатерина Владимировна Чемберджи (род. 1960), замужем за немцем, живёт в Берлине с 1990 года, композитор и пианист.
Вторая жена (в браке с 1969 по 2005 год) — Екатерина Михайловна Орлова (ум. 2015), директор «школы Познера».
Приёмный сын — Пётр Орлов (род. 1961), журналист, в прошлом — ведущий программы «Утро» («1-й канал Останкино»), корреспондент службы информации «НТВ», заместитель директора Дирекции информационных программ «НТВ».
Третья жена (в браке с 2008 года) — Надежда Юрьевна Соловьёва (род. 1955), театральный, кинопродюсер и телепродюсер, основатель промоутерской и концертной компании «Sav Entertainment».
Брат — Павел Владимирович Познер (1945—2016), советский и российский востоковед.
Тётя (сестра отца) — Виктория Александровна Спири-Меркантон, урождённая Познер (1911—2006), французский киномонтажёр, режиссёр, киноредактор. Замужем за киноредактором Роже Спири-Меркантоном.

## Критика
- По мнению публициста Сергея Смирнова, Владимир Познер в телепередаче «Времена» искажал исторические факты и использовал манипулятивные технологии[123].
- Михаил Задорнов называл Познера «гениальным предателем»[124], того же мнения придерживается Владимир Соловьёв[125].
- Анатолий Вассерман высказывался о Познере следующим образом: «А если говорить конкретно, то к Познеру у меня отношение резко отрицательное, потому что он как раз один из замечательных примеров журналиста, ориентирующегося не на реальность, а на собственное представление»[126].
- Фёдор Раззаков в своей книге «Блеск и нищета российского ТВ», пишет:

Прав Кушанашвили и в отношении Владимира Познера. Российские СМИ сотворили из него «духовного лидера нации», хотя на самом деле весь его «дух» преследовал одну цель – умело запудрить людям мозги своими речами о мнимой духовности. На самом деле Познер был ничем не лучше Кушанашвили, а во многом и опаснее его, поскольку его внешняя интеллигентность позволяла ему легко манипулировать людьми, сея в их умах гораздо более опасные мысли, чем примитивные матерные эпатажи Кушанашвили. Объединяло же этих людей одно общее дело: один «пудрил мозги» в среде низших слоёв населения, а второй «окучивал» высшие слои, в том числе и интеллигенцию.
- Андрей Константинов обвинил телеведущего в двойных стандартах: «„Бандитский Петербург“ не получил ТЭФИ, и мы помним, что Познер говорил, что ни за что награду не получит фильм, пропагандирующий бандитизм. На следующий год он уже вручал ТЭФИ „Бригаде“. Это очень по-русски, это чудесная история. Притом что в голосовании зрителей безоговорочно победил „Бандитский Петербург“ с чудовищным отрывом»[127].
- Журналист Аркадий Мамонтов высказывался о Познере следующим образом: «Купающийся в привилегиях, принадлежащий к избранному классу неприкасаемых, Познер ещё с советских времён воспринимался как сексот — чистый провокатор. Впрочем, склонность к провокациям и стукачеству у него наследственная. От Владимира Познера-старшего — тоже секретного сотрудника ОГПУ-НКВД, немало потрудившегося на этой ниве. Остаётся вопрос. Зачем нашему государству оплачивать дурное иезуитство человека с тремя паспортами — Владимира Владимировича Познера?»[128].
- В 2020 году Владимир Познер стал одним из антигероев выпуска программы «БесогонTV» Никиты Михалкова под названием «Без цензуры и изъятий: Познер, поп Гапон и Гуси-Лебеди»[129].
- 31 марта 2021 года в грузинской столице Тбилиси начались и проходили всю ночь акции представителей оппозиционных партий «Единое национальное движение» экс-президента Михаила Саакашвили и «Дроа!» (Настало время!) Элене Хоштарии, выступавших против приезда Познера. Возмущение протестующих вызвало его выступления в эфире телеканала «Имеди» в 2017 году с оценкой межнациональных отношений в Советской Абхазии[130]. Перед зданием гостиницы, где остановился Владимир Познер, произошли столкновения протестующих с сотрудниками полиции[131]. Утром 1 апреля он был вынужден покинуть Грузию[107]. Перед этим автобус, в который под охраной полиции садились журналист и его друзья, закидали яйцами[132].
- Журналист Ирина Петровская, процитировав знаменитое высказывание немецкого пастора Мартина Нимёллера и указав, что её любит вспоминать «патриарх отечественного ТВ Владимир Познер, призывая зрителей и слушателей проявлять гражданскую активность», выступила с критикой телеведущего, отметив, что «людей интересует, почему, когда говорят пушки, Познер молчит». Также отметив, что Познер также часто повторяет фразу персонажа Рэндалла Патрика Макмёрфи, сыгранного Джеком Николсоном в фильме «Пролетая над гнездом кукушки», «Я хотя бы попробовал», которую «Владимир Познер сделал девизом своей жизни», в то время как «попробовала Марина Овсянникова, рядовой редактор программы „Время“»[81].

## Санкции
21 февраля 2025 года, из-за российского вторжения в Украину, Познер был включён в санкционный список Канады против лиц, оказывающих содействие российскому вторжению.

## Книги
- «Запад вблизи» (как один из переводчиков, изд. Прогресс, 1982);
- «Parting With Illusions» (Прощание с иллюзиями) (1990) ISBN 978-0-380-71349-3;
- «Вспоминая войну (Remembering War): Советско-американский диалог» (М., «Новости»,1990; Oxford University Press, 1990). В соавторстве с Х. Кейссар ISBN 978-0-19-505126-1;
- «Eyewitness: A Personal Account of the Unraveling of the Soviet Union» (Свидетель) (1991) ISBN 978-0-679-41202-1, ISBN 0-679-41202-6;
- «The Communist Manifesto». (June 1992) ISBN 0-553-21406-3;
- Познер В., Кан Б., Ургант И. Одноэтажная Америка. — М.: Зебра-Е, 2008. — 480 с. — ISBN 978-5-94663-604-9.;
- «Тур де Франс. Путешествие по Франции с Иваном Ургантом» (М.: АСТ: Астрель, 2011, 304 с.) ISBN 978-5-17-071947-1, 978-5-271-32729-2;
- «Прощание с иллюзиями» (АСТ, 2012, 480 с.) ISBN 978-5-271-41210-3.
- «Их Италия» (АСТ, 2013, 358 с.) ISBN 978-5-17-077169-1
- «Познер о Познере» (АСТ, 2014, 416 с.) ISBN 978-5-17-084029-8
- «Противостояние» (АСТ, 2015, 350 с.) ISBN 978-5-17-089577-9
- «Немецкая тетрадь. Субъективный взгляд» (АСТ, 2019, 90 с.) ISBN 978-5-17-113213-2
- «Испанская тетрадь. Субъективный взгляд» (АСТ, 2020, 128 с.) ISBN 978-5-17-120363-4
- «Английская тетрадь. Субъективный взгляд» (АСТ, 2021, 160 с.) ISBN 978-5-17-134421-4

## Телевизионные фильмы
Почти все телевизионные фильмы Владимир Познер вёл с Иваном Ургантом.
- 1988 — Свидетель
- 2008 — Одноэтажная Америка (в соавторстве с Брайаном Каном[англ.] и Иваном Ургантом)
- 2010 — Тур де Франс (совместно с Иваном Ургантом)
- 2012 — Их Италия (совместно с Иваном Ургантом)
- 2012 — Глаз Божий — исполнитель роли Пабло Пикассо
- 2013 — Германская головоломка (совместно с Иваном Ургантом)[135]
- 2014 — Англия в общем и в частности (совместно с Иваном Ургантом)
- 2016 — Еврейское счастье (совместно с Иваном Ургантом)
- 2016 — Шекспир. Предостережение королям
- 2017 — В поисках Дон Кихота (совместно с Иваном Ургантом)
- 2018 — Самые. Самые. Самые (Норвегия, Швеция, Дания и Финляндия)[136] (совместно с Иваном Ургантом)
- 2021 — Япония. Обратная сторона кимоно[137] (совместно с Иваном Ургантом)
- 2021 — В поисках русского характера (совместно с Иваном Ургантом)
- 2024 — Турецкая тетрадь

## Работа в рекламе
- Альфа-банк (2019)[138]
- Благотворительный фонд «Подари жизнь» (2019)[139]
- Благотворительный фонд Константина Хабенского (2019)[140]

## Награды
- Медаль «За трудовую доблесть» (14 ноября 1980) — за большую работу по подготовке и проведению Игр XXII Олимпиады[141].
- орден Дружбы народов (29 марта 1994) — за плодотворную творческую работу на телевидении и радиовещании, большой личный вклад в развитие демократических процессов в России и укрепление дружественных связей между народами[142].
- орден Почёта (3 декабря 1999) — за заслуги в области культуры и в связи с 75-летием радиовещания в России[143].
- орден «За заслуги перед Отечеством» IV степени (27 ноября 2006) — за большой вклад в развитие отечественного телерадиовещания и многолетнюю плодотворную деятельность[144].
- Благодарность Президента Российской Федерации (30 апреля 2008) — за большой вклад в развитие институтов гражданского общества и обеспечение защиты прав и свобод человека и гражданина[145].
- Кавалер ордена Почётного легиона (1 января 2014, Франция)[146].
- Премия «ТЭФИ» (2002, 2004) в номинации «Интервьюер» за телепрограмму «Времена»[147][148].
- Премия «ТЭФИ» (2005) в номинации «Ведущий информационно-аналитической программы» за телепрограмму «Времена»[149].
- Премия «ТЭФИ» (2009, 2011, 2016) в номинации «Интервьюер» за телепрограмму «Познер»[150][151][152].
- Премия Ника (2009) — специальная награда, в номинации «За творческие достижения в искусстве телевизионного кинематографа», за документальный фильм-путешествие по США «Одноэтажная Америка» (вместе с Иваном Ургантом).
- Премия «ТЭФИ» (2009) — за личный вклад в развитие российского телевидения[150].
- Специальный приз «Академии российского телевидения» (ТЭФИ) (20 декабря 2019) — за мужество и профессионализм[153].
- Премия «Муз-ТВ» 2013. Специальная награда «За вклад в жизнь»[154].
- Трижды лауреат американской телевизионной премии «Эмми»[155].